# Hersilia aldabrensis
Espèce
Hersilia aldabrensis est une espèce d'araignées aranéomorphes de la famille des Hersiliidae.

## Distribution
Cette espèce se rencontre à Aldabra et à Mayotte,.

## Description
Le mâle mesure 6,0 mm et la femelle de 6,9 à 7,5 mm.

## Étymologie
Son nom d'espèce, composé de aldabr[a] et du suffixe latin -ensis, « qui vit dans, qui habite », lui a été donné en référence au lieu de sa découverte.

## Publication originale
- Foord & Dippenaar-Schoeman, 2006 : A revision of the Afrotropical species of Hersilia Audouin (Araneae: Hersiliidae). Zootaxa, no 1347, p. 1-92.